# Yukarıhüyük, Kangal
Yukarıhüyük là một xã thuộc huyện Kangal, tỉnh Sivas, Thổ Nhĩ Kỳ. Dân số thời điểm năm 2011 là 119 người.